# Zbrodnia w Głęboczycy
Zbrodnia w Głęboczycy – zbrodnia dokonana 29 sierpnia 1943 r. przez oddziały Ukraińskiej Powstańczej Armii i chłopów ukraińskich na polskich mieszkańcach kolonii Głęboczyca, położonej w powiecie włodzimierskim województwa wołyńskiego podczas  rzezi wołyńskiej. W jej wyniku zginęło około 250 Polaków, w tym 199 znanych z nazwiska.
Napad nastąpił nad ranem, gdy Polacy jeszcze spali. Osadę otoczono i przystąpiono do mordowania bezbronnych mieszkańców, głównie przy pomocy siekier, wideł, szpadli i kijów. Na uciekających czekali rozstawieni z bronią palną członkowie UPA. Część ofiar była torturowana. Rodziny Świadków Jehowy i baptystów nie uciekały, lecz wspólnie modliły się i tak zginęły. Wśród zabitych była nieustalona liczba ukrywanych w Głęboczycy Żydów. Mieszkańcy kolonii, którzy przeżyli rzeź, uciekli do Maciejowa i Turzyska.
30 sierpnia 1943 r. cały dobytek Polaków został załadowany na wozy i zrabowany.
Napad na Głęboczycę był częścią większej akcji UPA na zachodzie Wołynia. Tego samego dnia wymordowano inne pobliskie miejscowości polskie.

## Upamiętnienie
W 1998 roku Stowarzyszenie Upamiętniania Polaków Pomordowanych na Wołyniu postawiło w Głęboczycy metalowy krzyż o wysokości 5-10 metrów.

## Literatura
- Władysław Siemaszko, Ewa Siemaszko, Ludobójstwo dokonane przez nacjonalistów ukraińskich na ludności polskiej Wołynia 1939–1945, Warszawa: „von borowiecky”, 2000, ISBN 83-87689-34-3, OCLC 749680885.
- Timothy Snyder, Rekonstrukcja narodów. Polska, Ukraina, Litwa i Białoruś 1569-1999, Sejny 2009, ISBN 978-83-86872-78-7, s. 191-192.